# Megachile semota
Megachile semota är en biart som beskrevs av Cockerell 1927. Megachile semota ingår i släktet tapetserarbin, och familjen buksamlarbin. Inga underarter finns listade i Catalogue of Life.